# Giang Gia Mẫn
Giang Gia Mẫn có tên tiếng Anh là Kaman Kong (sinh ngày 04 tháng 11 năm 1994 tại Hồng Kông thuộc Anh) là một nữ diễn viên truyền hình-diễn viên điện ảnh kiêm người dẫn chương trình nổi tiếng người Hồng Kông. Cô hiện đang là diễn viên độc quyền của hãng TVB.

## Tiểu sử
Mẫn sinh ra và lớn lên tại Hồng Kông. Cô đã bắt đầu chơi piano từ năm 6 tuổi. Mẫn cũng có thể chơi đàn nhị, trống và guitar. Công việc đầu tiên của cô ấy là một giáo viên dạy piano.
Mẫn xuất hiện lần đầu vào năm 2013, với tư cách là người dẫn chương trình truyền hình cho MachiTV. Vai diễn đầu tay của cô trong bộ phim truyền hình năm 2014  Ái Muội Bất Minh Quan Hệ Nghiên Cứu Học Hội" của đạo diễn Heiward Mak cho Below the Lion Rock. Vai diễn tiếp theo của cô là trong phim The Moment (2016),của đạo diễn Wong Kwok-fai. Năm 2016, Mẫn kí hợp đồng với TVB và được công nhận sau vai diễn trong bộ phim truyền hình TVB Tình Thương Của Mẹ Hổ (2017), giành được một đề cử Nữ diễn viên phụ xuất sắc nhất cho Lễ trao giải TVB.

## Tác phẩm diễn xuất

### Phim truyền hình (TVB)
| Phát sóng năm | Tên phim                                            | Tên phim tiếng Trung | Vai diễn                | Ghi chú    |
| 2017          | Hôn mẹ tốt của tôi Tình thương của mẹ hổ            | 親親我好媽           | Nghiêm Thiến Du (Venus) | Nữ phụ     |
| 2017          | Người phụ nữ không biết làm nũng Binh đoàn phái yếu | 不懂撒嬌的女人       | Lăng Mẫn (thanh niên)   | Khách mời  |
| 2017          | Khoa thế đại Những kẻ ba hoa                        | 誇世代               | Thượng Khả Nhi (Evon)   | Nữ phụ     |
| 2018          | Đại tẩu giang hồ của vựa trái cây Bà Trùm           | 果欄中的江湖大嫂     | Huỳnh Hữu Mỹ (Yumei)    | Nữ chính 3 |
| 2018          | Sàn đấu huynh đệ                                    | 兄弟                 | Mã Tư Đình (Sitting)    | Nữ chính 1 |
| 2019          | Sư nãi Phúc Nhĩ Ma Nữ Thần Thám                     | 福爾摩師奶           | Đinh Hiểu Nghiêu        | Nữ chính 3 |
| 2019          | Anh hùng qua đường Người chuột                      | 過街英雄             | Đường Mỹ Phân (Ella)    | Nữ chính 2 |
| 2020          | Bão táp gia nghiệp                                  | 大醬園               | Cao Song Song           | Nữ chính 4 |
| 2020          | Pháp sư bất đắc dĩ 2                                | 降魔的2.0            | Gia Gia                 | Khách mời  |
| 2020          | Sát thủ                                             | 殺手                 | Đinh Nhã Văn            | Nữ phụ     |
| 2021          | Thất công chúa                                      | 七公主               | Cố Song Nhi (Hailey)    | Nữ chính 4 |
| 2021          | Chuyện nhà họ Quách                                 | 我家無難事           |                         |            |
| 2022          | Zombie ăn não                                       | 食腦喪B              | Mạc Tiếu Xuân (Ella)    | Nữ chính 1 |

### Phim truyền hình (khác)
| Phát sóng năm | Tên phim                                                                                    | Tên phim tiếng Trung                            | Vai diễn                             | Kênh truyền hình |
| 2014          | Dưới núi Sư Tử 2014 《Ái muội bất minh quan hệ nghiên cứu học hội》 (Bản tập phim)          | 獅子山下2014 《曖昧不明關係研究學會》（劇集版） | Giang Gia Mẫn                        | RTHK             |
| 2015          | Giám cảnh hữu đáo Đơn nguyên: 《Sóng gió nhỏ》                                              | 監警有道 單元：《小風波》                       | Mẫn                                  | RTHK             |
| 2015          | Những năm đó, những bài hát đó Đơn nguyên: 《Thần kinh》 Ca sĩ: Đạt Minh Nhất Ba            | 那些年‧那些歌 單元：《神經》 歌手：達明一派     | Đạt Đạt                              | RTHK             |
| 2015          | Tuyến điều tra chứng nghĩa 3 Đơn nguyên: 《Sản xuất thị trường》 và 《Chân tướng nông cạn》 | 證義搜查線3 單元：《造市》及《顯淺真相》        | Amy                                  | RTHK             |
| 2015          | Thế giới không có tường 5 Đơn nguyên: 《Thành tựu lớn nhất》                                | 沒有牆的世界5 單元：《最大成就》                | A Sa                                 | RTHK             |
| 2015          | Dưới núi Sư Tử 2015 Đơn nguyên: 《Hai mặt trăng》                                           | 獅子山下2015 單元：《兩個月亮》                 | Jinny                                | RTHK             |
| 2016          | Gia đình bác sĩ của tôi 2 Đơn nguyên: 《Suy nghĩ của Tư Tư》                                | 我的家庭醫生2 單元：《思思的思慮》              | Tư Tư                                | RTHK             |
| 2016          | Nữ nhân đa tự tại 5 Đơn nguyên: 《Người thân yêu》 và 《Khoảng cách‧Hạnh phúc》             | 女人多自在5 單元：《親愛的人》及《距離‧幸福》   | A Linh; Thành viên công ty quảng cáo | RTHK             |
| 2016          | Tư ẩn hà giới 2 Đơn nguyên: 《Phía sau nữ thần》                                            | 私隱何價2 單元：《女神背後》                    | Trình Tiểu Xảo                       | RTHK             |
| 2016          | Ba giống như ba Đơn nguyên: 《Huấn luyện viên tinh linh》                                   | 三一如三 單元：《精靈訓練員》                   | Seiko                                | ViuTV/ HKTVE     |

### Điện ảnh
| Năm  | Tên                | Tên tiếng Trung    | Vai           | Ghi chú  |
| ---- | ------------------ | ------------------ | ------------- | -------- |
| 2016 | The Moment         | 此情此刻           | Lương Gia Mẫn | Nữ chính |
| 2018 | Võng Chiến         | 網戰               | Una           |          |
| 2019 | Sứ Mệnh Nội Gián 2 | 使徒行者：諜影行動 |               | Cameo    |

### MV (góp mặt)
- MV ca nhạc

| Năm  | Tên                             | Tên tiếng Trung | Ca sĩ                                                             | Ghi chú |
| ---- | ------------------------------- | --------------- | ----------------------------------------------------------------- | ------- |
| 2014 |                                 | 一釐米          | AGA                                                               |         |
| 2014 | Sau Này Quen Biết               | 相識以後        | Ken Hồng Trác Lập                                                 |         |
| 2014 | Dangerous World                 | 危險世界        | 方大同 Khalil Fong                                                |         |
| 2014 |                                 | 琥珀            | 彭永琛 Sean Pang                                                  |         |
| 2014 | We Are One                      | 全球首播        | 林憶蓮、張惠妹、那英、蔡健雅 - Project WAO x Kiehl's 香港站主題曲 |         |
| 2015 |                                 | 一句            | Mr.                                                               |         |
| 2015 |                                 | 荔枝山Rocky     | 羅啟聰                                                            |         |
| 2015 |                                 | 同窗會          | Myar                                                              |         |
| 2016 |                                 | 學習浪漫        | 曹震豪 Wallis Cho                                                 |         |
| 2016 | Thiên Địa Bất Dung              | 天地不容        | Hubert Hồ Hồng Quân                                               |         |
| 2016 | Người Cô Độc                    | 被單身的人      | Kwan Gor Ngô Nghiệp Khôn                                          |         |
| 2016 |                                 | 孤雛            | AGA                                                               |         |
| 2016 |                                 | 循序漸愛        | 曹震豪 Wallis Cho                                                 |         |
| 2017 | Trời Đổi Đất Đổi Tình Không Đổi | 天變地變情不變  | Gin Lý Hạnh Nghê                                                  |         |